# BMW 5系列
BMW 5系列是德國汽車製造商BMW自1972年開始生產的中型轎車系列，介於3系列與7系列之間的車款，現在已經推出到第7代。
與之在性能及價格上同級的競爭對手為梅賽德斯-賓士E Class、捷豹XF、凌志GS和奧迪A6。

## 簡介
在1970年代寶馬重整旗下汽車產品線，其中5系列被劃作中級轎車，並取代原來所有同類型房車型號。

## 歷史

### E12（1972-1981）
寶馬 第一代5系列於1972年秋正式問世，外觀上與3系列差不多，但體積稍大。車身是由法國汽車設計師Paul Bracq和意大利汽車工程師皮耶特羅·福魯瓦所負責。截至1981年停產為止，E12總共生產了699,094輛，成為當時最受歡迎的中型房車。
推出時寶馬5系列只有正規轎車版本，且僅有手動變速選擇。後來推出的自動變速版本則僅供應給美國和日本市場。

### E28（1981-1988）
第二代車型於1981年推出，外觀上與E12差別不大，主要是針對車頭燈、防撞桿和尾燈的大小來修改。最大的特徵是其大小不同的四顆頭燈。與此同時，還新增柴油版本和自動變速選擇。
1984年於荷蘭阿姆斯特丹車展推出第一代M5，配備了擁有282匹馬力、代號M88/3的引擎。稍晚推出的美規車型則是向M1跑車借來原廠代號S38的3.5升直列6缸引擎，且調校至260匹馬力。其中，歐規車型除了擁有高達282匹最大馬力的輸出外，也只需短短6.2秒便能完成0~100km/h的加速衝刺，極速更高達246km/h。

### E34（1988-1995）
誕生於1988年、由德國汽車工程師Claus Luthe和義大利汽車設計師Ercole Spada共同設計、代號E34的第三代5系列，外形較偏向豪華型，有別於上兩代，並首次推出5 Series Touring旅行車型。同時在汽車安全上下了不少工夫，包括新增防鎖死煞車系統、電子穩定程式等等。
1989年推出的第2代M5，分為前期與後期兩種車型。前期型採用第1代M5的動力系統，但已將直列6缸引擎的排氣量擴缸至3,535c.c.，可輸出315匹最大馬力；1991年推出的後期型則是再將排氣量加至3.8升，動力更高達340匹，是當時性能最強悍的4門房車之一。 

### E39（1995-2003）
1995年於德國法蘭克福車展上發表原廠代號E39的第4代5系列，不但在其8年的生產週期內，寫下了總銷售量高達1,533,123輛的成績，而且全球獲獎無數，曾被譽為是BMW最成功的5 Series。雖然仍可看見BMW傳統的雙腎形水箱護罩與低腰線車身，但雙圓型頭燈已被巧妙地整合於頭燈組內，後期的5系列還率先採用了沿用至今的光環型頭燈，因此有"天使眼"的綽號。
衍生車型除了也擁有Touring旅行車型外，第3代M5也對應著E39底盤而生，不但搭載了排氣量5.0升的V8引擎，並擁有高達400匹的驚人馬力輸出外，0~100km/h更只需5.3秒，重新改寫性能房車的標準。

### E60/E61（2003-2010）
1999年寶馬找來了義大利賓尼法利納該公司的設計師Davide Arcangeli操刀設計出代號E60/E61的第五代5系列，於2003年問世。這一次新增V10汽油引擎選擇，而車身不論長度或者闊度，都有所加大。
| 引擎(2007)           | 520d         | 523i     | 525i     | 530i     | 535d         | 540i     |
| -------------------- | ------------ | -------- | -------- | -------- | ------------ | -------- |
| 引擎形式             | 柴油直列四缸 | 直列六缸 | 直列六缸 | 直列六缸 | 柴油直列六缸 | V型八缸  |
| 排氣量 (c.c.)        | 1995         | 2497     | 2497     | 2996     | 2993         | 4000     |
| 最大馬力 (hp / rpm)  | 163/4000     | 190/5900 | 218/6500 | 272/6650 | 286/4400     | 306/6300 |
| 最大扭力 (Nm / rpm)  | 340/2000     | 230/3250 | 250/2750 | 315/2750 | 580/1750     | 390/3500 |
| 0-100 km/h 加速 (秒) | 8.7          | 9.1      | 7.9      | 6.6      | 6.4          | 6.2      |

### F10/F11（2010-2016）

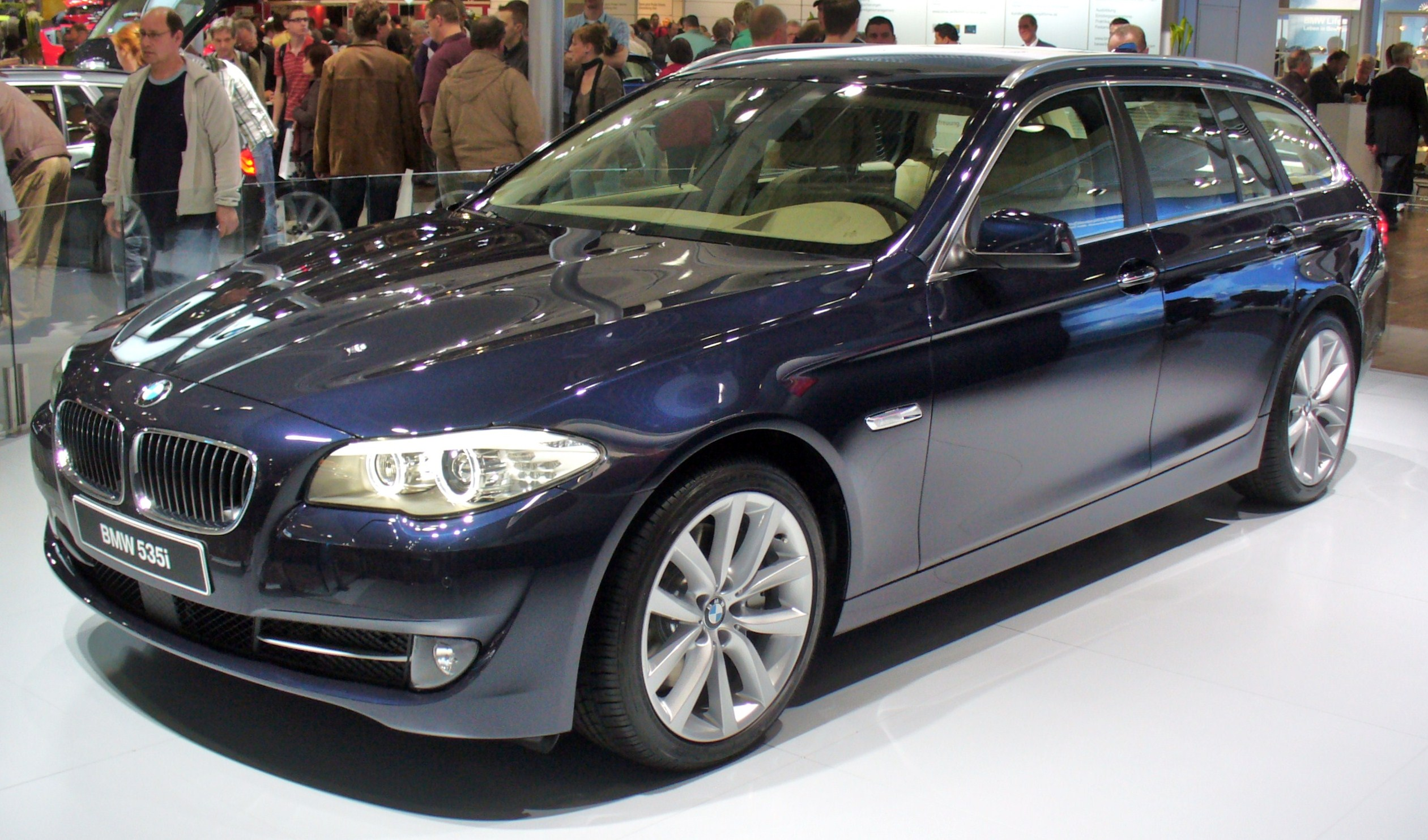
BMW 5系列 F11

於2011年推出的第六代5系列，除了有常規轎車和旅行車外，另增設BMW 5系列 GT(F07)。

### G30/G31/F90 (2016-)
2016年推出第七代、代號G30/G31的5系列。一如往常的提供房車及旅行車型。而新一代的5GT則由代號G32的6系列取代。至於代號F90的第六代M5則於2017年問世。2020年5月公佈的周期小改款（Life Cycle Impulse）加入48V Mild Hybrid油電輕混能技術，與梅赛德斯-奔驰E级的配置看齊。

## 生產及銷售數字
| 年份 | 生產數字 | 美國銷量 | 中國銷量 |
| ---- | -------- | -------- | -------- |
| 1995 |          | 22,637   |          |
| 1996 |          | 22,775   |          |
| 1997 | 228,800  | -        |          |
| 1998 | 221,600  | -        |          |
| 1999 | 201,400  | 38,218   |          |
| 2000 | 191,546  | 39,703   |          |
| 2001 | 193,948  | 40,005   |          |
| 2002 | 172,323  | 40,842   |          |
| 2003 | 185,481  | 46,964   |          |
| 2004 | 229,598  | 45,584   |          |
| 2005 | 228,389  | 52,722   |          |
| 2006 | 232,193  | 56,756   |          |
| 2007 | 230,845  | 54,142   |          |
| 2008 | 202,287  | 45,915   |          |
| 2009 | 175,982  | 40,109   |          |
| 2010 | 211,968  | 39,488   | 42,076   |
| 2011 | 332,501  | 51,491   |          |
| 2012 | 359,016  | 56,798   |          |
| 2013 | 366,992  | 56,863   |          |
| 2014 | 373,053  | 52,704   |          |
| 2015 | 347,096  | 44,162   |          |
| 2016 | 331,410  | 32,408   |          |

## 外部連結
- BMW官方網站（页面存档备份，存于）
- BMW 5 Series 徹底研究－U-CAR 徹底研究（页面存档备份，存于）
- 延續40年傳奇：歷代BMW 5 Series車款介紹（页面存档备份，存于）